# Terra Firma Capital Partners
Terra Firma Capital Partners ist ein Unternehmen mit Sitz in London, das im Bereich von Private Equity tätig ist.
Ein einstiger Eurobond-Trader von Goldman Sachs, Guy Hands, gründete 1994 Terra Firma als Ableger der japanischen Nomura Principal Finance Group. Erste Investitionen waren im Bereich des Abfall-Managements. Für die 1996 von Nomura gegründete britische Annington Homes verwaltete die Beteiligungsgesellschaft deren Wohngebäudebestand, der vom britischen Verteidigungsministerium privatisiert worden war. Bis 2006 hat das Unternehmen insgesamt über 4,7 Mrd. £ auch im Bereich von Gastronomie, Hotelgewerbe, Kinos und Eisenbahn investiert.
In Köln war Terra Firma Capital Partners I 2002 angetreten, um die städtischen Wohnungsbaugesellschaften GAG und Grubo für zusammen 420 Mio. € zu übernehmen, was trotz mehrerer Anläufe letztlich am Widerstand dreier CDU-Ratsherren 2003 scheiterte, die mit der Opposition stimmten. 2004 übernahm Terra Firma Capital Partners den ehemals staatlichen Autobahnraststättenbetreiber Tank & Rast für 1,035 Mrd. € von den drei vorherigen Kapitaleignern Allianz Capital Partners, Lufthansa und Private Equity Apax Partners. Im Januar 2006 berichtete die Presse, dass sich das Unternehmen auf die Übernahme des RWE-Tochterunternehmens Thames Water für 8 Mrd. £ (11,7 Mrd. €) vorbereite, welches dann letztlich aber an das australische Konsortium Kemble Water ging.
Im September 2007 übernahm TFCP II/III für vier Milliarden Pfund (damals umgerechnet in etwa 5,6 Mrd. €) den Musikkonzern EMI bis 2011 (u. a. Robbie Williams, Coldplay, Herbert Grönemeyer).
Im Juli 2016 gab die AMC Entertainment Holdings bekannt, dass sie Odeon & UCI übernehmen wird. Die Transaktion wurde im November 2016 abgeschlossen.

## Aktuelle Beteiligungen
| Unternehmen                         | Branche                | Land                   | Kaufjahr | Kaufpreis in Mio. € |
| ----------------------------------- | ---------------------- | ---------------------- | -------- | ------------------- |
| Annington Homes                     | Immobilien             | Vereinigtes Königreich | 1996     | 2570                |
| AWAS                                | Flugzeugleasing        | Irland                 | 2006     | 5677                |
| Consolidated Pastoral Company (CPC) | Landwirtschaft         | Australien             | 2009     | 327                 |
| EverPower                           | Windkraftentwickler    | Vereinigte Staaten     | 2009     | 443                 |
| Four Seasons Health Care            | Pflegedienst           | Vereinigtes Königreich | 2012     | 1061                |
| Infinis                             | Windkraftentwickler    | Vereinigtes Königreich | 2003     | 122                 |
| Rete Rinnovabile (RTR)              | Photovoltaikentwickler | Italien                | 2011     | 755                 |
| Wyevale Garden Centres              | Gartenzentren          | Vereinigtes Königreich | 2012     | 360                 |